# Korttofsad monark
Korttofsad monark (Hypothymis helenae) är en fågel i familjen monarker inom ordningen tättingar.

## Utseende och läte
Korttofsad monark är en rätt liten fågel. Hanen har djupblått på ovansida och bröst medan buken är vit. Den skiljs från azurmonarken på en svart teckning mellan öga och näbb, och från långtofsad monark på den kortare och buskiga tofsen på huvudet. Honan skiljs från andra monarker genom den blågrå ovansidan. Sången består av en serie klara pipiga toner som ökar i ljudstyrka. Även ett två- eller trestavigt läte med korta och raspiga toner hörs, första tonen ljusare.

## Utbredning och systematik
Korttofsad monark förekommer i Filippinerna. Den delas in i tre underarter med följande utbredning:
- Hypothymis helenae personata – förekommer i norra Filippinerna (norra Camiguin)
- Hypothymis helenae helenae – förekommer i norra Filippinerna (Luzon, Samar och Polillo)
- Hypothymis helenae agusanae – förekommer i södra Filippinerna (Mindanao, Dinagat och Siargao)

## Levnadssätt
Korttofsad monark hittas i skogar i låglänta områden och förberg. Den ses i undervegetationen.

## Status
Arten är dåligt känd och verkar sällsynt. Den tros också minska relativt kraftigt i antal till följd av habitatförstörelse. Internationella naturvårdsunionen IUCN kategoriserar arten som nära hotad.